# 모임 별
모임 별(Byul.org)은 대한민국의 독립음악 밴드이자 디자인 스튜디오이다. 조태상, 조월, 서현정, 이선주, 허유, 황소윤으로 구성되어 있다.

## 결성 및 활동
조태상은 청소년 시절이던 1990년대에 친구들과 밴드 활동을 하며 음악을 시작했으며, 성인이 되어서는 홍대 앞 및 인사동의 작은 술집들을 돌며 공연을 했다. 그의 동생 조월은 1999년부터 밴드 진공악단 및 우리는 속옷도 생겼고 여자도 늘었다네로 활동했다. 조태상이 스물 한 살, 조월이 열 다섯 살이던 때 형제는 처음으로 함께 '푸른 전구빛'이라는 곡을 만들었는데, 이 곡은 나중에 밴드의 대표곡 중 하나가 된다.
모임 별은 2000년 1월에 조태상과 조월 두 형제를 중심으로 결성되었다. 처음 시작은 우연히 만난 친구들끼리의 술자리 시 낭송회에서 출발했다고 한다. 이듬해 2001년에는 정재은이 감독하고 배두나, 이요원 등이 출연한 영화 고양이를 부탁해의 OST를 맡아서 대중적 주목을 받기 시작했다.
활동 초반인 2000년대에는 주로 비정기 간행물 《월간 뱀파이어》를 통해 곡을 발표했다. 이후 EP 및 싱글들을 발매하다가 2011년에 1집 《아편굴 처녀가 들려준 이야기》를 발매했다. 2018년에는 2집 《주인 없는 금》을 발매했다. 국내와 해외에서 동시에 음반을 발표하고 있으며, 영국 NTS Live 등에서도 소개되었다. 2020년에는 영화 십개월의 미래의 OST를 담당했다.
모임 별의 음악들 중 상당수는 국내 음원 사이트에 수록되어 있지 않고, 실물 음반들은 절판되었기 때문에 음원을 구하기 쉽지 않았으나, 2016년 말부터 자체 제작한 만선(Maansun)이라는 음원 및 음반 유통 사이트를 통해 《월간 뱀파이어》의 지난 시리즈와 정규 음반 및 기타 음원들을 판매하고 있다. 한국 내의 유통은 자체 레이블 비단뱀클럽(Club Bidanbaem)을 통해 진행하고 있으며, 미국에서는 번트 토스트 바이닐(Burnt Toast Vinyl), 유럽에서는 독일의 레이블 에일리언 트랜지스터(Alien Transistor) 및 모르 뮤직(Morr Music)이 배급을 담당한다.